# 千種町 (愛知県)
千種町（ちくさちょう）は、かつて愛知県愛知郡にあった町。現在の名古屋市千種区西部に該当する。

## 地理
標高は5mから30mほどで、西端で低く東に向かってなだらかに上っていき、東端でやや急に高くなる。
蝮池・今池・振甫池・鉄砲池といった溜め池がある。

## 歴史
中世から近世にかけて「古井村」と呼ばれた地域で、村域は現在の東区西部や新栄あたりまでの広い範囲に及んでいた。江戸時代には尾張藩領となり、清洲越し以来の名古屋城下の拡大に飲まれていった。廃藩置県により名古屋県を経て愛知県に所属。純農村だったが、次第に市街化して商工業が盛んになった。

### 行政区画の変遷
- 1872年（明治5年）9月29日 - 愛知県区画章程により第二大区第七小区に所属。
- 1876年（明治9年）8月21日 - 愛知県第二区に所属。古井村に、丸山村、名古屋村東畑、名古屋新田、春日井郡鍋屋上野村のそれぞれ一部が合併し、千種村となる。
- 1878年（明治11年）12月20日 - 郡区町村編制法のもとで、愛知郡千種村となる。
- 1884年（明治17年）8月1日 - 田代村[注釈 1]とともに愛知郡第25組を構成し、千種村字高見に連合戸長役場が置かれた。
- 1889年（明治22年）10月1日 - 町村制施行し千種村が発足。千種村の一部[注釈 2]が鍋屋上野村[注釈 1]に編入される。
- 1902年（明治35年）2月13日 - 町制施行。千種町となる。
- 1909年（明治42年）10月1日 - 中央本線より西側の一部地域を名古屋市中区へ編入。[注釈 3]
- 1921年（大正10年）8月22日 - 名古屋市に編入され、名古屋市東区千種町となる。
- 1937年（昭和12年） - 東区から千種区が分離し、千種区千種町となる。

### 出来事
- 1911年（明治44年）10月 - 飛鳥井孝太郎・寺沢留四郎らにより帝国製陶所が設立される[1]。
- 1912年（明治45年）7月 - 青果物仲立の株式会社東愛市場が設立[2]。
- 1912年（大正元年）12月 - 松村硬質陶器合名会社が資本金3万円で成立[3]。

## 官公署
- 名古屋監獄
1897年（明治30年）に名古屋市竪三ツ蔵町より移転。現・吹上公園
- 名古屋市立城東病院
1901年（明治34年）7月に千種駅北隣に開設。現・千種駅前広場
- 名古屋陸軍兵器支廠・千種機器製作所
1906年（明治39年）設置。現在の北千種・若水一帯
- 愛知県工業試験場
1917年（大正6年）7月に開設。現・名古屋工業大学

## 産業
農業は米麦のほかに、盆栽庭木、養鶏、酪農が盛んだった。商業は飯田街道沿いに多く、工業は陶磁器や織物が主であった。

### 金融機関
- 愛知農商銀行千種派出所
- 報徳銀行千種出張所

## 教育機関
- 町立千種尋常高等小学校
1872年（明治5年）義校「隆道学校」として創設された。千種商工補習学校が併設。
- 町立千種北部尋常小学校
1911年（明治44年）千種尋常高等小学校の池内分教場として創設された。千種商業補習学校が併設。
- 曹洞宗第三中学林
1902年（明治35年）に名古屋市内より移転。1921年（大正10年）に東山村へ転出。
- 清流女学校
1889年（明治22年）にキリスト教メソジスト派の宣教師らが設立した女学校で、火災のため1908年（明治41年）に名古屋市内より移転してきた。しかし経営難のため1920年（大正9年）に廃校となった。この地には後に名古屋鉄道局教習所が設立され、中部鉄道学園を経て東海旅客鉄道社員研修センターとなり2011年に廃止。現在はヤマダ電機テックランド名古屋千種店。

## 交通機関

### 鉄道
- 省線中央本線
  - 千種駅

1900年（明治33年）7月25日開業
- 名古屋電気鉄道覚王山線
  - （←栄町線）西裏・北畑・今池・仲田・池下

1911年（明治44年）8月19日開業
- 尾張電気軌道八事線
  - 千早・吹上・古井ノ坂・大久手・赤塚

1912年（明治45年）4月21日開業